# Kyrenia
Kyrenia o Kirenia (griego: Κερύνεια; turco: Girne) es una ciudad en la costa norte de Chipre, capital del distrito de Kyrenia. Aunque forma parte de la República de Chipre y estuvo poblada por grecochipriotas, está habitada por turcos y turcochipriotas desde la invasión turca de Chipre en 1974 y forma parte de la República Turca del Norte de Chipre. Cuenta con una historia de seis mil años de antigüedad y testifica el paso de numerosas civilizaciones. Geográficamente se encuentra entre el mar mediterráneo y los Montes Pentadáctilos al sur. Dentro de sus principales atractivos turísticos se encuentran el viejo puerto y el castillo.

## Historia

### Antigüedad
El origen de Kirenia data del fin de la guerra de Troya, cuando muchos de los aqueos, antiguos colonizadores griegos provenientes del Peloponeso, establecieron algunas comunidades en la zona. Las excavaciones arqueológicas en la ciudad y sus alrededores han probado que en el área hubo un asentamiento desde el neolítico (5800-3000 a. C.) y también se han encontrado tumbas micénicas.
Se cree que el militar Cefeo de Tegea, natural de Arcadia, fue el fundador de Cerinea sobre el emplazamiento de la actual ciudad. Como mando militar, llegó a la costa norte de la isla de Chipre acompañado de colonos de distintos pueblos del Acaya. Uno de esos pueblos, localizado actualmente cerca de Aigio, en el Peloponeso, era también llamado Cerinea.
La referencia más antigua en relación con la ciudad de Cerinea se hizo junto a otras siete ciudades-estado de Chipre en escrituras egipcias del período de Ramsés III entre el 1125 y el 1100 a. C.
Desde el inicio del asentamiento, el comercio de Kyrenia y el intercambio marítimo se beneficiaron enormemente de su proximidad a las costas de Asia Menor. Barcos provenientes de las islas del mar Egeo que viajaban a lo largo de las costas de Asia Menor se detenían en las dos ciudades-estado de Lapeto y Cerinea. La intensa actividad marítima (desde finales del siglo IV hasta comienzos del siglo III a. C.) fue revelada por el descubrimiento de un antiguo naufragio por Andreas Kariolou en 1965, cerca del puerto de Kirenia. La ruta de este velero a lo largo de Samos, Kos, Rodas, la costa de Asia Menor y Kirenia demostró la relación cercana con otras ciudades-estado del Mediterráneo oriental.
Durante la lucha entre Ptolomeo y Antígono I, el tuerto que siguió a la muerte de Alejandro Magno en el 323 a. C., Kirenia fue sometida al régimen del reino de Lapeto, quien se alió con la dinastía antigónida. Ptolomeo arrestó a Praxipos, el rey de Lapeto con lo cual logró conquistar completamente la isla y abolir los reinos en el 312 a. C. bajo la dinastía ptolemaica. Pese a esta situación, Kirenia siguió prosperando debido al fuerte comercio marítimo. En el II AC, es nombrada como una de las seis ciudades chipriotas beneficiada por el Oráculo de Delfos por lo que recibía contribuciones y regalos. La prosperidad también se evidencia en dos templos, uno dedicado a Apolo y otro a Afrodita, y en la abundancia de hallazgos arqueológicos del período helenístico.

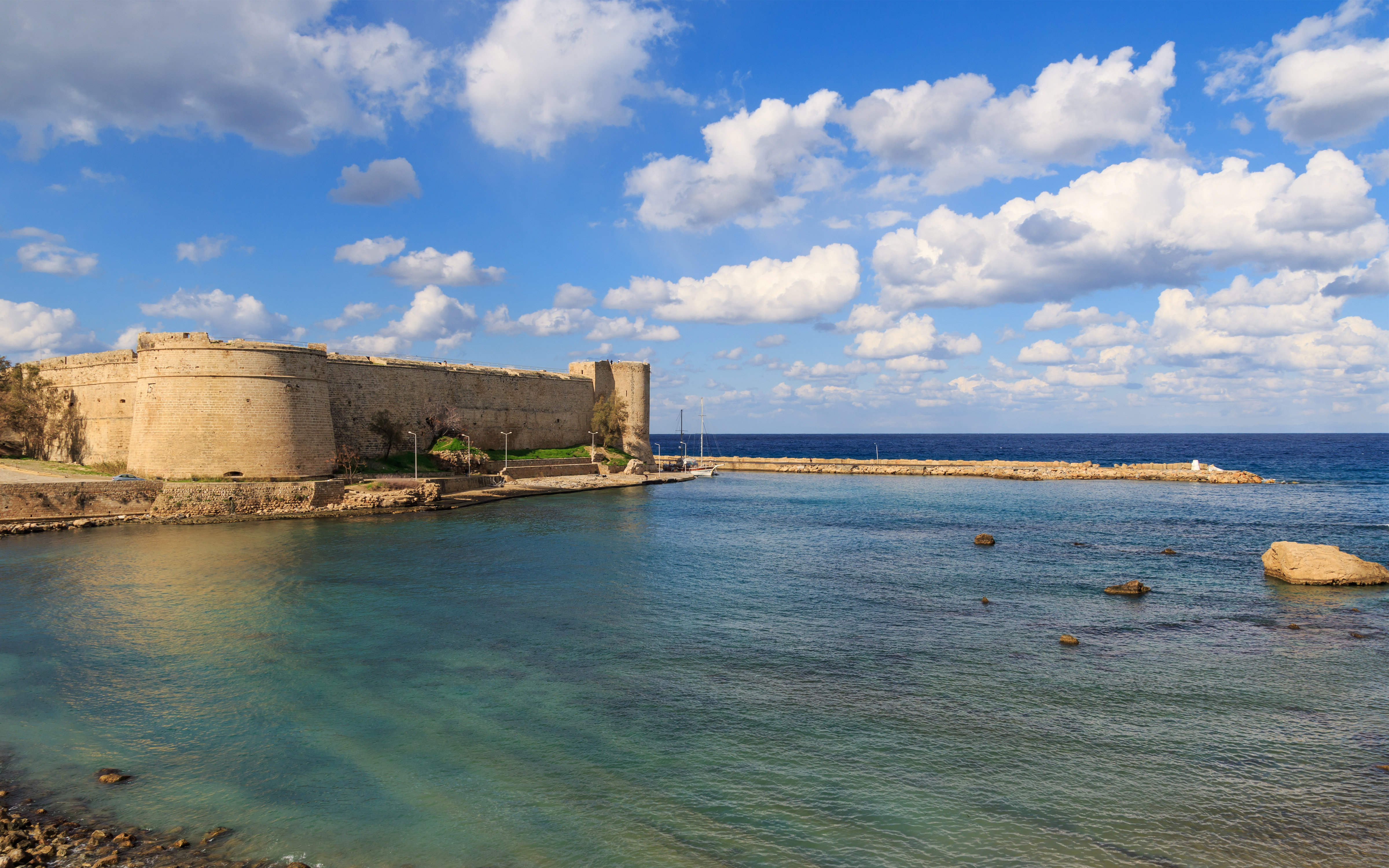
Castillo de Kyrenia

### Periodo romano
Los romanos sucedieron a los Ptolomeos como gobernantes de Chipre y durante este período, Lapeto pasó a ser el centro administrativo del distrito. Numerosas tumbas excavadas y ricos hallazgos arqueológicos de este período indican que Kirenia siguió siendo una ciudad populosa y próspera. Una inscripción encontrada en la base de una estatua que data de 13-37 a. C hace alusión a Kyrenians Demos (los habitantes de la ciudad). También los romanos dejaron su huella con la construcción de un castillo para suministrar protección a su flota naval.
El cristianismo encontró un lugar propicio para establecerse. Los primeros mártires cristianos emplearon los viejos asentamientos de Crisocava como catacumbas, justo al este del castillo de Kyrenia. Posteriormente, algunas de esas cuevas fueron convertidas en iglesias finamente decoradas, siendo la más representativa la de Agia Mavri. Desde esa época, Kyrenia fue una sede episcopal. Uno de los primeros obispos, Teódoto, fue encarcelado entre 307 y 324, bajo el reinado de Licinio. Pese a que la persecución a los cristianos llegó a su fin oficialmente en 313, cuando Constantino el Grande y su coemperador Licinio proclamaron el Edicto de Milán, que imponía la tolerancia a los cristianos en el Imperio romano y garantizaba la libertad de culto, el martirio de Teódoto y la persecución finalizaron en 324, evento que la Iglesia anualmente conmemora el 2 de marzo.

### Periodo bizantino
Con la división del Imperio romano en Imperio romano de Oriente y de Occidente en 395, Chipre pasó a estar bajo el mando de los emperadores bizantinos y la Iglesia Ortodoxa Griega. Estos emperadores fortificaron el castillo romano de Kyrenia. En el siglo X, construyeron en su vecindad una iglesia dedicada a San Jorge, que fue usada como una capilla para el ejército. Cuando, en 806, Lambusa fue destruida por los árabes, Kyrenia aumentó en importancia debido al castillo y a su guarnición, que ofrecían protección y seguridad a sus habitantes. Tan seguro era el castillo de Kyrenia que se cree que Isaac Comneno de Chipre, último gobernador bizantino de la isla, envió allí a su familia y tesoros cuando se enfrentó al rey Ricardo Corazón de León en 1191. Comneno fue derrotado y Ricardo pasó a ser el señor de la isla.
Ricardo I no fue bien recibido en Chipre, por lo que vendió la isla primero a los Templarios y luego, en 1192, a Guido de Lusignan. Bajo el dominio franco, las ciudades del distrito de Kyrenia se transformaron en estados feudales y la ciudad pasó a ser, nuevamente, el centro administrativo y comercial de la zona. Su castillo fue ampliado, la ciudad fue rodeada de una muralla defensiva acompañada de torres de observación y se agrandó el puerto. Los castillos bizantinos de San Hilarión, Buffavento y Kantara también fueron fortificados. De esta forma, los cuatro castillos constituyeron un sistema defensivo que protegían a la ciudad de ataque de mar o de tierra. El castillo de Kyrenia jugó un papel importantísimo en las disputas entre los francos y los genoveses.

### Periodo veneciano
En 1489, Chipre pasó a ser dominio de Venecia y el castillo de Kyrenia fue modificado para hacer frente a la nueva amenaza que constituían el mayor poder de los cañones de pólvora. Los cuartos reales y tres de sus cuatro torres fueron demolidos y reemplazados por torres circulares más anchas que podían resistir mejor a los cañones. Sin embargo, esas torres no fueron suficientes y en 1571 la ciudad fue ocupada por el ejército otomano.

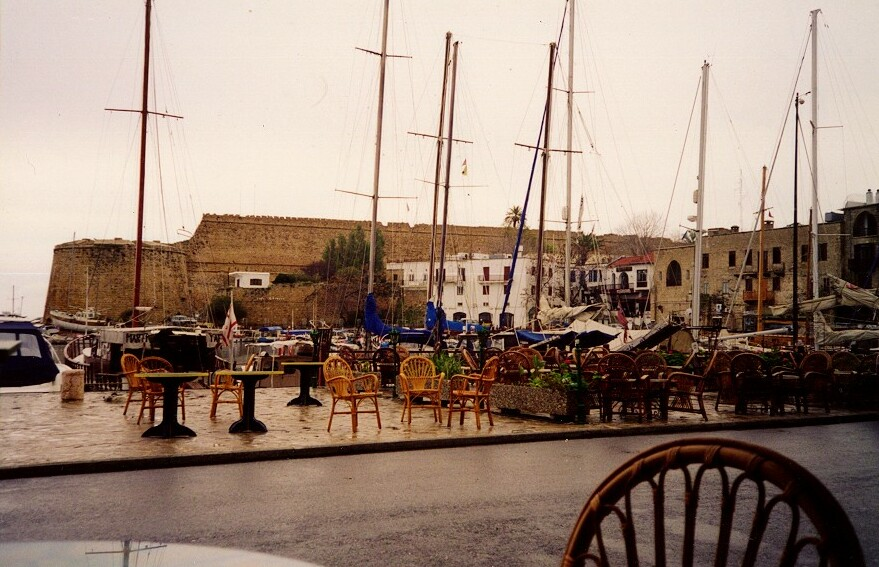
Puerto de Kyrenia

### Reconquista otomana
Bajo el dominio del Imperio otomano, el distrito de Kyrenia fue el primero de los cuatro distritos administrativos (luego pasaron a ser seis). La economía de la ciudad declinó y pasó a ser una guarnición militar. La población cristiana fue expulsada de la ciudad fortificada y solamente a los artilleros y sus familias se les permitió residir dentro del castillo. Aterrorizaron a los habitantes de las ciudades vecinas, tanto musulmanes como cristianos, con sus saqueos y crímenes. Los pocos que se atrevieron a permanecer fueron mercaderes y pescadores, quienes construyeron sus casas fuera de los muros. El resto se trasladó al área conocida como Pano Kyrenia (Riatiko) o huyeron tierra adentro, a las ciudades montañosas de Termia, Caracumi, Cazafani, Bellapais y Karmi. La ciudad resurgió nuevamente cuando el comercio marítimo con Asia Menor y las islas del Egeo fue autorizado, aunque se debían pagar sobornos a los oficiales turcos.
En 1783, la iglesia de Chrisopolitissa fue renovada. Posteriormente, y bajo el edicto de la reforma otomana de 1856, se introdujeron reformas sociales, políticas y de libertad de culto en varias regiones del Imperio otomano, la iglesia del Arcángel Miguel fue reconstruida en un monte rocoso con vista al mar. En esta época, los habitantes cristianos de las poblaciones aledañas se asentaron en la ciudad. La agricultura local y el comercio marítimo permitieron a los habitantes de Kyrenia educar a sus hijos y dedicarse a las actividades culturales.

### Colonización británica
En 1878, tras un acuerdo secreto entre los gobiernos británico y otomano, la isla fue cedida a Gran Bretaña como base militar en el Mediterráneo Oriental. Inicialmente, Gran Bretaña no realizó grandes cambios administrativos, por lo que Kyrenia se mantuvo como capital del distrito. Se construyó una ruta a través del paso montañoso (Paso de Kyrenia) para comunicar la ciudad con Nicosia, el puerto fue reparado y el comercio con Turquía se expandió. Se organizaron los asuntos municipales y el consejo municipal tuvo un rol importantísimo en el arreglo y modernización de la ciudad. En 1893, el hospital fue construido mediante contribuciones privadas. En la primera década del siglo XX, Kyrenia era una bulliciosa y pequeña ciudad con una escuela nueva, un periódico propio y clubes sociales y deportivos. También era un lugar de vacaciones para familias de la capital. Muchas casas fueron convertidas en pensiones y, en 1906, se construyó el primer hotel junto al mar, el Akteo. Estos primeros años de gobierno británico fueron duros económicamente. Los altos impuestos y la gran depresión económica mundial fueron los factores que originaron un éxodo masivo de la ciudad y del distrito hacia, inicialmente, Egipto y luego Estados Unidos de América.

### Periodo entre guerras
En 1922, la sede episcopal de Kyrenia fue nuevamente llevada a la ciudad luego de la construcción de un edificio metropolitano. El mismo año, la guerra Greco-Turca impidió todo comercio con Turquía, lo que ocasionó una seria depresión. Costas Catsellis, un joven repatriado de Estados Unidos, construyó los primeros hoteles modernos: el Seaview, en 1922 y el Dome en 1932. El clima agradable, el pintoresco puerto, los numerosos sitios arqueológicos, las combinación de montañas, mar, vegetación y modernos lugares atrajeron a muchos viajantes, lo que permitió el resurgir de la economía. Luego de la Segunda Guerra Mundial, se construyeron más hoteles y la ciudad se convirtió en lugar de vacaciones para los habitantes de Nicosia y otros extranjeros. A las antiguas comunidades, se agregó una nueva, la británica.

### Chipre independiente
En 1960, Chipre obtuvo la independencia de Gran Bretaña. Luego la prosperidad de Kyrenia se detuvo debido al conflicto intercomunal de 1963 y 1964 entre las poblaciones turcas y griegas. Aunque los enfrentamientos en Kyrenia fueron leves, los irregulares Turco-chipriotas bloquearon la ruta Kyrenia-Nicosia y ocuparon el castillo de San Hilario. A pesar de esas dificultades, los años 60 y comienzos de los 70 fueron un período de gran actividad cultural y económica. Un nuevo edificio municipal fue construido y se creó el Museo del Folclore. El antiguo conflicto, antes mencionado, fue restaurado y exhibido con toda su carga, de forma permanente, en el castillo. El número de hoteles nuevos y de turistas se multiplicó y una nueva carretera fue construida, a inicios de los 70, conectando la ciudad con Nicosia. Las actividades culturales también se incrementaron. Otras celebraciones tradicionales o religiosas se celebraban anualmente, se realizaron ferias culturales tradicionales, carreras de yates, conciertos y representaciones teatrales.
Las comunidades de la ciudad, griega, turca, maronita, armenia, latina y británica coexistían pacíficamente y cooperaban en sus ocupaciones diarias. La ciudad había crecido más allá de sus dos históricos vecindarios de Kato (Bajo) Kyrenia y Pano (Alto) Kyrenia. Se expandió hacia las faldas montañosas para formar el nuevo barrio de "California", y hacia el este ya había alcanzado las afueras de Thermia, Karakoumi y Agios Georgios.

### Ocupación turca
El 20 de julio de 1974 (Operación Atila), Turquía invadió la isla y los habitantes grecochipriotas de Kyrenia debieron abandonar sus hogares. Luego de desembarcar en las islas, el ejército turco inicialmente encarceló a aquellos que permanecieron detrás del hotel Dome y los expulsó junto a los Grecochipriotas que permanecieron en el distrito hacia el sector controlado por el gobierno chipriota.
En 1974, existían 47 municipios en el distrito de Kyrenia distribuidos entre la población greco-chipriota y maronita un 83,12% y la turcochipriota sólo un 15,34%. Luego de la invasión turca (Operación Atila) y de la expulsión de los greco-chipriotas, solo algunos cientos de maronitas permanecen en la zona. Muchas casas, iglesias, cementerios y edificios públicos han sido saqueados y destruidos.

## Clima
| Parámetros climáticos promedio de Kyrenia | Parámetros climáticos promedio de Kyrenia | Parámetros climáticos promedio de Kyrenia | Parámetros climáticos promedio de Kyrenia | Parámetros climáticos promedio de Kyrenia | Parámetros climáticos promedio de Kyrenia | Parámetros climáticos promedio de Kyrenia | Parámetros climáticos promedio de Kyrenia | Parámetros climáticos promedio de Kyrenia | Parámetros climáticos promedio de Kyrenia | Parámetros climáticos promedio de Kyrenia | Parámetros climáticos promedio de Kyrenia | Parámetros climáticos promedio de Kyrenia | Parámetros climáticos promedio de Kyrenia |
| Mes                                       | Ene.                                      | Feb.                                      | Mar.                                      | Abr.                                      | May.                                      | Jun.                                      | Jul.                                      | Ago.                                      | Sep.                                      | Oct.                                      | Nov.                                      | Dic.                                      | Anual                                     |
| ----------------------------------------- | ----------------------------------------- | ----------------------------------------- | ----------------------------------------- | ----------------------------------------- | ----------------------------------------- | ----------------------------------------- | ----------------------------------------- | ----------------------------------------- | ----------------------------------------- | ----------------------------------------- | ----------------------------------------- | ----------------------------------------- | ----------------------------------------- |
| Temp. máx. media (°C)                     | 16                                        | 17                                        | 19                                        | 22                                        | 26                                        | 30                                        | 33                                        | 33                                        | 31                                        | 27                                        | 23                                        | 18                                        | 24.6                                      |
| Temp. mín. media (°C)                     | 9                                         | 9                                         | 10                                        | 12                                        | 16                                        | 20                                        | 22                                        | 23                                        | 21                                        | 17                                        | 14                                        | 11                                        | 15.3                                      |
| Precipitación total (mm)                  | 117                                       | 79                                        | 60                                        | 20                                        | 13                                        | 2                                         | 0                                         | 0                                         | 5                                         | 37                                        | 68                                        | 133                                       | 534                                       |
| Días de lluvias (≥ 1 mm)                  | 13                                        | 10                                        | 7                                         | 4                                         | 2                                         | 0                                         | 0                                         | 0                                         | 1                                         | 3                                         | 7                                         | 11                                        | 58                                        |
| Horas de sol                              | 179.8                                     | 173.6                                     | 220.1                                     | 252                                       | 316.2                                     | 360                                       | 375.1                                     | 365.8                                     | 300                                       | 251.1                                     | 186                                       | 155                                       | 3134.7                                    |
| Fuente n.º 1: BBC Weather                 |                                           |                                           |                                           |                                           |                                           |                                           |                                           |                                           |                                           |                                           |                                           |                                           |                                           |
| Fuente n.º 2: K.K.T.C                     |                                           |                                           |                                           |                                           |                                           |                                           |                                           |                                           |                                           |                                           |                                           |                                           |                                           |

## Población[2]

### Conflicto Intercomunal
En 1973 los grecochipriotas de la ciudad constituían la clara mayoría (total 3892; GC 2635; TC 1000; otros 257). No fue así en el siglo XIX. Según el censo otomano de 1831, los musulmanes constituían una ligera mayoría con el 52%. En 1881, tres años de administración británica de la isla, los musulmanes y los cristianos de la ciudad todavía estaban en números casi iguales (turcochipriotas 570, grecochipriotas 594). Sin embargo, una emigración musulmana significativa de la ciudad hacia Anatolia tuvo lugar entre esta fecha y 1931. La reducción de la proporción de población musulmana llevó la proporción al 36% en 1901, 32,5% en 1911, 30% en 1921, y el 24% en 1931. Una explicación para este éxodo puede ser la ansiedad general entre la población musulmana de la isla durante las guerras de los Balcanes y la Primera Guerra Mundial, cuando los otomanos lucharon contra Grecia en el primer caso y contra Gran Bretaña en la segunda.
La proclamación de la isla como una colonia británica en 1924 causó otra emigración turcochipriota a Anatolia. La proporción de esa población siguió disminuyendo hasta el año 1960 (20%) (TC 696; GC 2373; otros 429). Desde el final de la Segunda Guerra Mundial, Kyrenia también ha sido un destino importante para la comunidad británica.
Durante el período más turbulento de las luchas entre comunidades (1963-1974), a diferencia de muchos otros asentamientos turcochipriotas, estos continuaron permaneciendo en la ciudad, pero se mantuvieron confinados principalmente dentro de su barrio. UNFCYP tuvo personal permanente en el lugar entre 1964 y 1976.
La mayor parte de los grecochipriotas de la ciudad fueron desplazados en 1974 hacia el sur de la isla, cuando a finales de julio huyeron del ejército turco. Por otra parte, algunos residentes grecochipriotas trataron de permanecer en la ciudad después de agosto de 1974. Algunos de los que trataron de permanecer se mantuvieron en el Dome Hotel hasta octubre de 1975, después de los cuales fueron llevados a Belapais. En noviembre de 1975, su número era de 163. Ese número se redujo a 95 en febrero de 1976, 48 de mayo y sólo el 18 de agosto, 16 de enero de 1977 y 13 de enero de 1978. En septiembre de 1978, los únicos 7 grecochipriotas (incluyendo dos maronitas y dos grecochipriotas casados con turcochipriotas) vivían en Kyrenia.

### Población actual

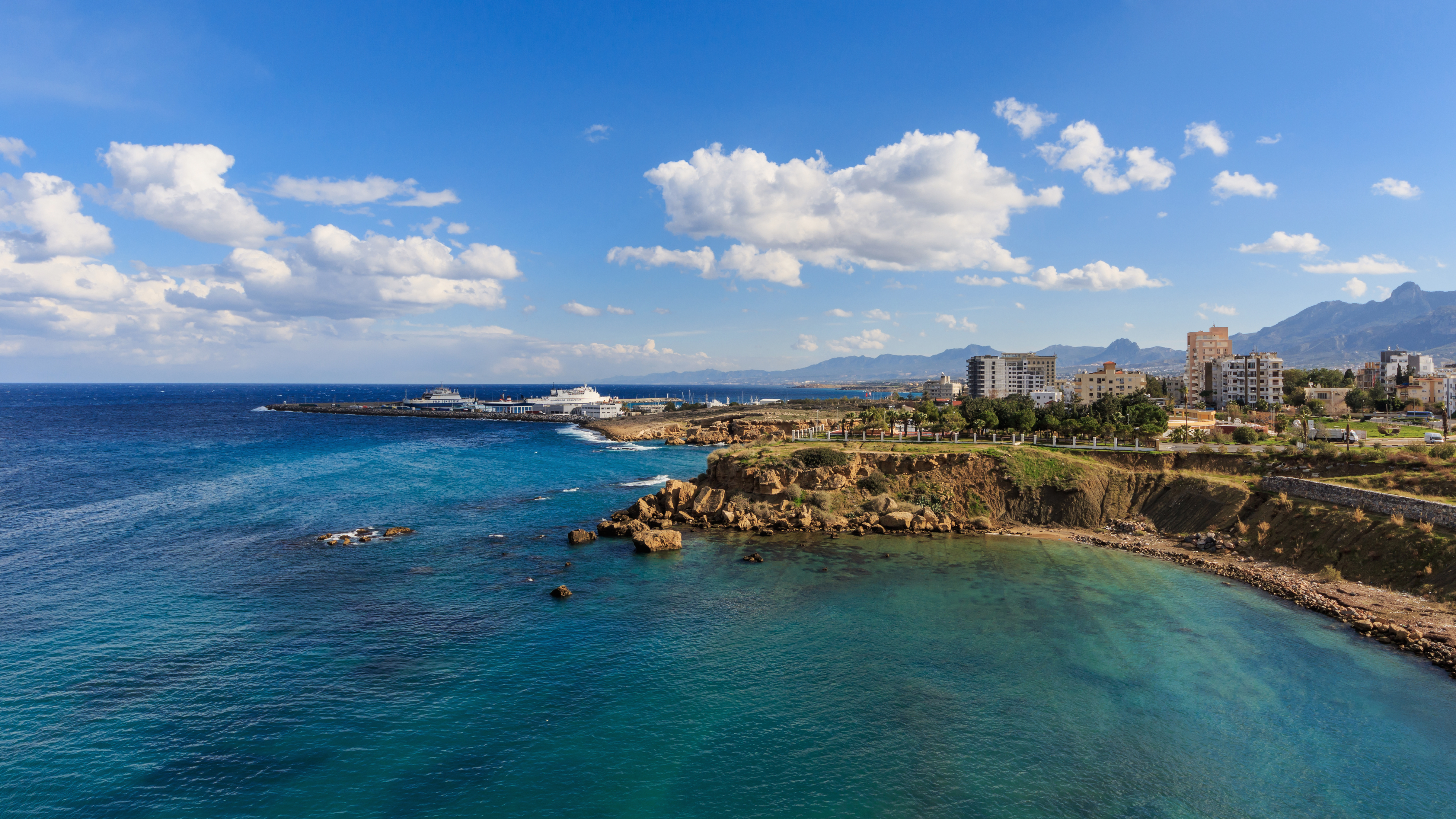
Puerto de Kyrenia

En la actualidad, los grecochipriotas de Kyrenia se encuentran dispersos por todo el sur de la isla. El número de grecochipriotas desplazados entre 1974 y 1978 fue de alrededor de 2 650.
En 1975, además de la población turco-chipriota ya existente, la ciudad fue repoblada por los turcochipriotas desplazados de la ciudad portuaria de Limassol y algunas aldeas de los distritos de Limassol y Paphos. En los últimos treinta años, muchos ciudadanos europeos, turcos pudientes y turcochipriotas de otras partes de la isla han comprado propiedades, casas construidas, y se establecieron allí. Debido al auge de la construcción y el desarrollo del turismo, la ciudad también alberga muchos trabajadores inmigrantes de Turquía, Europa del Este, Asia Central, Filipinas y Pakistán, que trabajan en estos sectores.
El censo de 2006 da una población de 23 839 habitantes, pero esta cifra se eleva hasta los 30 000 durante los días festivos y temporada turística.